# 2011年夏季世界大學生運動會足球比賽
2011年夏季世界大學生運動會足球比賽將於2011年8月11日至22日於深圳體育場、寶安體育場、西鄉體育中心、深圳大學田徑場、深圳信息職業技術學院體育場、深圳大學城中心體育場和深圳體育運動學校體育場舉行。

## 男子
| 項目     | 金牌 | 银牌 | 铜牌 |
| 男子足球 | 日本 | 英國 | 巴西 |

## 女子
| 項目     | 金牌 | 银牌 | 铜牌 |
| 女子足球 | 中國 | 日本 | 巴西 |